# بالابر
بالابر به ماشینی گفته می‌شود که به منظور حمل بار و نفر، یا کار در ارتفاع یا در خطوط تولید جهت انتقال بار و هم سطح‌سازی به کار می‌رود.
بالابرها از مکانیزم‌های مختلفی برای بالابری استفاده کرده و تفاوت‌های اساسی با بالاکشنده‌ها و جرثقیل‌ها و لیفتراک‌ها دارند. نیروی بالابری توسط انواع مکانیزم‌ها مانند آکاردئونی یا قیچی، پانتوگراف، تلسکوپ و… در دستگاه‌های مختلف ایجاد می‌گردند که هریک با توجه به نوع کاربرد و نیاز مشتری طراحی می‌گردند. درهریک از این بالابرها عوامل تعیین‌کننده‌ای همچون ظرفیت، ایمنی، محیط کاری، نوع کاربرد و قیمت تمام شده دستگاه، نوع مکانیزم را مشخص می‌نماید. در ایران به وینچ‌های ساختمانی که برای بالا کشیدن مصالح به طبقات استفاده می‌شود به اشتباه بالابر می‌گویند.

## دسته‌بندی کلی بالابرها
بالابرها به دو دسته کلی تقسیم می‌شوند:

### بالابرهای سیار[الف]
جهت کار در ارتفاع یا انتقال بار و نفر و انجام امور خدماتی، رنگ آمیزی، ساخت سازه‌ها و ساختمان‌ها، نصب تجهیزات، نگهداری تأسیسات و… کاربرد دارد. بالابرهای سیار می‌تواند خودکششی یا از نوع هلی یا push around باشد. تأمین نیروی حرکتی بالابرهای خودکششی می‌توانند به‌صورت دیزلی یا برقی باشند و این امکان را به اپراتور می‌دهد به جای هل دادن به راحتی با جوی استیکی که در سبد تعبیه شده دستگاه را جابه‌جا کرده و به محل مورد نظر انتقال دهد این مزیت بالابرهای خودکششی نسبت به بالابرهای هلی است. لازم است ذکر شود در اکثر اوقات برای جا به جایی بالابرهای هلی نیاز به چند نفر نیروی انسانی است. با توجه به نوع دسترسی به دو دسته تقسیم می‌شود:
الف- بالابرهای سیار با دسترسی عمودی :
این نوع بالابر فقط به صورت عمودی توانایی حمل بار و نفر داشته و به کار می‌رود. متداول‌ترین این نوع دستگاه‌ها، بالابرهای هیدرولیکی آکاردئونی
(قیچی - Scissor Lifts) و ستونی آلومینیومی است که جهت دسترسی در ارتفاعات مختلف ساخته می‌شود.
ب- بالابرهای سیار با دسترسی عمودی و افقی :
به این بالابرها اصطلاحاً بوم لیفت گفته می‌شود که در نوع هیدرولیکی مفصلی و هیدرولیکی تلسکوپی یا ترکیبی به بازار عرضه می‌گردد. این مدل دستگاه‌ها معمولاً به منظور کار در ارتفاع‌های زیاد، جهت جابجایی نفر و دسترسی به نقاط جانبی در ارتفاع کاربرد دارند و به دلیل استفاده از مکانیزم هیدرولیک دارای ایمنی مناسب است.
هریک از این نوع بالابرها نیز می‌تواند به صورت قابل یدک، نصب شده بر روی کامیون یا خود محرک به بازار عرضه شوند.

### بالابرهای ثابت[ث]
بالابرهای ثابت معمولاً در خطوط تولید، انبارها و… جهت جابجایی بارهای سنگین، تخلیه و بارگیری از خودرو و همسطح‌سازی کاربرد دارند. این نوع بالابرها با مکانیزم‌های مختلف هیدرولیکی، زنجیری، کابلی یا به صورت ترکیبی ساخته می‌شوند که در این میان بالابرهای هیدرولیکی ثابت با مکانیزم قیچی ایمن‌ترین آن‌ها و بالابرهای کابلی به دلیل احتمال قطع کابل، خارج شدن از قرقره وینچ یا گیر کردن اشیا و اندام بدن میان کابل و وینج، خطر آفرین‌ترین آن‌ها به حساب می‌آید. دراینجا انواع بالابرهای هیدرولیکی ثابت که دارای ایمنی مناسب نسبت به دیگر مدل‌های معرفی شده هستند توضیح داده شده‌است. این بالابرهای ثابت معمولاً نیاز به یک چاهک داشته که در زمان جمع شدن، دستگاه درون آن قرار گرفته و با زمین همسطح شود.
الف- بالابر ثابت هیدرولیک جک مستقیم : در این مدل جک هیدرولیک مستقیماً به میز بار متصل بوده و آن را به سمت بالا هدایت می‌کند. در این حالت جک در زیر پلاتفرم قراردارد.
ب- بالابرهای ثابت آکاردئونی: در این حالت مکانیزم قیچی توسط جک هیدرولیک باز شده و ارتفاع مورد نیاز را تأمین می‌نماید.
پ- بالابرهای ثابت زنجیری و کابلی هیدرولیکی: در این حالت چرخ زنجیر یا قرقره کابل توسط جک هیدرولیک نیمی از کورس حرکت را طی کرده و نیرو توسط زنجیر یا کابل به میز کار انتقال پیدا می‌کند و کل مسیر را طی می‌نماید.

## دسته‌بندی بالابرها بر اساس نوع مکانیزم بالابری و مقایسه آن‌ها

### بالابرهای هیدرولیکی
به مکانیزم‌هایی که نیروی بالابری توسط هیدرولیک و مدار هیدرولیک تأمین می‌گردند گفته می‌شود. بالابرهای هیدرولیکی در چند مدل آکاردئونی، بالابر هیدرولیک جک مستقیم، بوم لیفت‌های مفصلی و تلسکوپی، تلسکوپی-زنجیری هیدرولیکی، ترکیب هیدرولیک زنجیر ویا ترکیب هیدرولیک کابل تولید می‌گردند که از لحاظ ایمنی به ترتیب گفته شده در بالا دارای بیشترین ضریب اطمینان هستند.

### بالابرهای زنجیری
در این نوع مکانیزم بار توسط مکانیزم زنجیر و وینچ طراحی شده، به حرکت در می‌آید که در صورت استفاده از زنجیرهای دوبل و ترمزهای ضد سقوط می‌تواند کاربرد داشته باشد.

### بالابرهای کابلی
در این نوع مکانیزم بار توسط مکانیزم کابل و وینچ طراحی شده، به حرکت در می‌آید که در صورت استفاده از کابل‌های دوبل و ترمزهای ضد سقوط می‌تواند کاربرد داشته باشد.

### بالابر نفر[ج]
بالابر نفری وسیله‌ای مکانیکی است که امکان دسترسی موقتی افراد در ارتفاع را به منظور دستیابی به تجهیزات بلند مرتبه فراهم می‌کند. انواع متنوعی از بالابرهای نفری موجود است و با عنوان‌های بالابر آکاردئونی (قیچی)، بالابر ستونی (ریلی)، بالابر مفصلی، بالابر تلسکوپی، بالابر مفصلی-تلسکوپی، بالابر عمود بر(Vertical Mast) بالابر عنکبوتی و… شناخته شده‌اند.

## دسته‌بندی انواع بالابر نفر از نظر ارتفاع، ظرفیت و کاربرد

### بالابرهای آکاردئونی - قیچی (Scissor Lifts)
این بالابرها از ارتفاع ۳ متر تا ۳۰ متر، جهت کار در ارتفاعات مختلف تولید می‌گردد. این نوع بالابرها جهت استفاده در زمینه‌های ساخت و ساز، خدمات عمومی، شست‌وشو، تعمیرات، نگهداری، رنگ آمیزی، آزین بندی و… ساخته شده که برای استفاده آسان در فضاهای باریک مناسب است. ظرفیت بالا، سطح وسیع سکو، امکان کار همزمان چندین نفر، ارتفاع بسته شده کمتر و تکان خوردن کمتر در ارتفاع از مزیت‌های این نوع بالابر است. در میان انواع بالابرهای نفری شاید بتوان بالابر آکاردئونی را ایمن‌ترین نوع آن دانست. بالابرهای سیار قیچی می‌تواند خودکششی، قابل یدک یا قابل جابجایی توسط نفر باشند. انواعی که مجهز به موتور دیزل یا موتور بنزینی هستند جهت کار در مکانهایی با سطوح ناهموار و انواع دارای موتور الکتریکی جهت کار در فضاهای داخلی مناسب هستند. ظرفیت سبد این دستگاه‌ها از ۲۳۰ کیلوگرم تا ۲۰۰۰ کیلوگرم متغیر است.

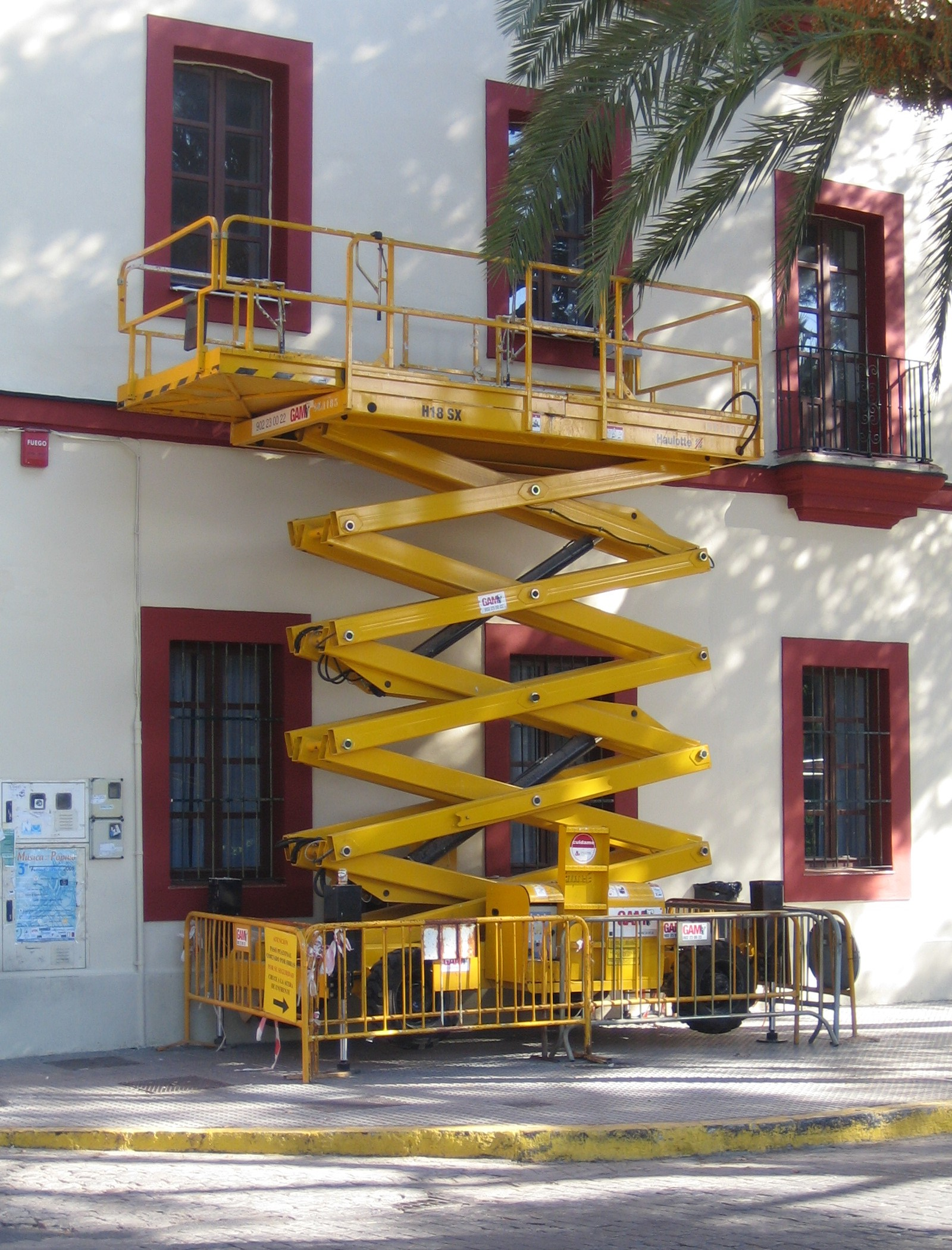
Haulotte Scissor Lift

### بالابرهای مفصلی(Articulating Boom)
جهت دسترسی به ارتفاعات مختلف از ۱۰ متر به بالا، در هر مکانی که تعمیر، نگهداری و خدمات نیاز باشد، قابل استفاده است. حرکت بازوهای (بوم) این مدل بالابرها به شکل مکانیزم پانتوگراف بوده و طراحی ساده‌ای دارد. این نوع بالابرها نیز دارای انواع خود محرک (دیزلی، برقی، هیبریدی) یا قابل نصب بر روی خودرو و نیز قابل یدک بوده و دسترسی افقی از ۵ متر به بالا را ایجاد می‌نمایند. ظرفیت این بالابرها از ۲۰۰ کیلوگرم به بالا متغیر است.

### بالابرهای تلسکوپی (Telescopic Boom)
این نوع بالابرها دسترسی از ۱۲ متر به بالا را امکان‌پذیر می‌سازند. حرکت بازوی (بوم) این مدل بالابرها به صورت تلسکوپ بوده و به همین دلیل دسترسی به ارتفاع بسیار زیاد را ممکن می‌سازد. همچنین در مقایسه با نوع مفصلی از قدرت مانور بیشتری برخوردار بوده و هزینه‌های نگهداری آن بیشتر است. برخی از مدل‌های این دستگاه دارای یک بازوی متحرک نهایی (Jib) یا اصطلاحاً فلای بوم، جهت دسترسی هرچه بیشتر به سطح افق است. این بالابرها نیز دارای انواع خود محرک (دیزلی، برقی، هیبریدی) یا قابل نصب بر روی خودرو و نیز قابل یدک هستند. ظرفیت این بالابرها از ۲۰۰ کیلوگرم به بالا متغیر است و در برخی مدل‌های خاص به ۱۰۰۰ کیلوگرم نیز می‌رسد.

### بالابرهای مفصلی-تلسکوپی (Articulating Boom)
این نوع بالابرها ترکیبی از بالابر مفصلی و بالابر تلسکوپی است که دسترسی از ۱۴ متر به بالا را امکان‌پذیر می‌سازند. این نوع از بالابر دارای دو نوع بازو (بوم) یکی با حرکت مفصل (پانتوگراف) مانند و دیگری با حرکت تلسکوپ مانند است. به همین جهت در مقایسه با انواع مفصلی یا تلسکوپی از قدرت مانور بسیار زیاد و نقاط کور کمتری برخوردار است و نیاز به اپراتور ماهر تر دارد. برخی از مدل‌های این دستگاه نیز دارای یک بازوی متحرک نهایی (Jib)، جهت دسترسی هرچه بیشتر به سطح افق بوده که قدرت مانور و سهولت استفاده را بسیار افزایش خواهد داد. این بالابرها نیز دارای انواع خودکششی (دیزلی، برقی، هیبریدی) یا قابل نصب بر روی خودرو و نیز قابل یدک هستند. ظرفیت این بالابرها از ۲۰۰ کیلوگرم به بالا متغیر است.

### بالابرهای تلسکوپی-تلسکوپی(Telescopic Boom)
نوع دیگری از بالابرهای پیچیده‌تر تلسکوپی-تلسکوپی هستند. در این بالابرها دو بوم تلسکوپی عمل بالابری را انجام خواهند داد که در نهایت قدرت مانور بالا و دسترسی افقی بسیار زیاد را به همراه خواهد داشت. همچنین بالابرهای بلند مرتبه از این مکانیزم استفاده کرده و ساخت بالابر تا ۱۰۰ متر توسط این مکانیزم در دنیا مرسوم است. پلاتفورم‌های هیدرولیکی آتش‌نشانی عموماً از این مدل هستند. ظرفیت این بالابرها نیز در مقایسه با سایر بوم لیفت‌ها بیشتر است. این نوع بالابر اکثراً پشت کامیون نصب شده یا به صورت خودکششی دیزلی یا هیبریدی ساخته می‌شود.

### بالابرهای خودرویی/کامیونی (Truck Mounted Platforms)
با نصب بالابرهای بوم لیفت مفصلی، تلسکوپی، مفصلی-تلسکوپی یا تلسکوپی-تلسکوپی و همچنین بالابرهای قیچی بر روی خودروهای باری، انواع بالابرهای خودرویی تولید می‌شوند. این نوع بالابرها برای طی مسافت‌های طولانی، جهت استفاده شهری، برون‌شهری و خدماتی مناسب بوده و دسترسی از ارتفاع ۱۰ متر تا ۱۰۰ متر را امکان‌پذیر می‌سازد. در ارتفاع‌های پایین این بالابرها روی وانت قابل نصب بوده و هرچقدر ارتفاع کاری بیشتر شود نیاز به خودروی سنگین تری خواهد بود. ظرفیت این بالابرها از ۲۰۰ کیلوگرم به بالا متغیر است. بالابرهای بوم لیفت جهت امور برق و مخابرات، خدمات شهری و آتش‌نشانی استفاده می‌شوند. از بالابرهای آکاردئونی پشت کامیونی برای نصب تجهیزات داخل تونل، فرودگاه‌ها و غیره استفاده می‌شود.

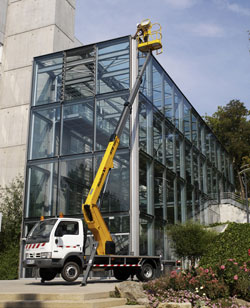
بالابر کامیونی

### بالابرهای قابل یدک
این نوع از بالابرها با قابلیت‌های چندگانه جهت استفاده در محیط‌های داخلی و خارجی با دسترسی ارتفاع ۵ الی ۲۲ متر تولید شده و یکی از بهترین انواع بالابر، برای استفاده‌های حرفه‌ای و یدک کشیدن در مسافت‌های طولانی به حساب می‌آید. حجم کم و سبک بودن این ماشین‌ها به همراه چرخ‌های خودرویی استفاده شده در آن، این امکان را فراهم می‌کند تا به هر سایت کاری و سطوح ناهموار خاکی و شنی یدک کشیده شود. جک‌های جانبی آن قابلیت تعادل و تثبیت حتی روی زمین‌های ناهموار را دارند. بالابرهای قابل یدک در انواع تلسکوپی، مفصلی، مفصلی-تلسکوپی و آکاردئونی موجود هستند. ظرفیت این بالابرها از ۲۰۰ کیلوگرم تا ۴۰۰ کیلوگرم متغیر است.

### بالابرهای ستونی یا ریلی (Aluminum mast Platforms)
این بالابرها سبک، کم حجم و طراحی شده جهت محیط‌هایی با سطوح کف با مقاومت پائین و شکننده است. این نوع پلاتفرم‌های الکتریکی جهت محیط‌های داخلی با سطح هموار مورد استفاده قرار می‌گیرد. بالابرهای هیدرولیکی تک ریل از ارتفاع ۷ الی ۱۴ متر موجود است، بسیار سبک بوده و قابلیت جابجایی بسیار آسان و قیمت پایین‌تر دارند ولی در عوض در مقایسه با دیگر بالابرها از ظرفیت کمتر، تکان‌های بیشتر، ارتفاع بسته شده بیشتر و عمر کمتری برخوردارند. برخی از انواع ۲ ریل و ۴ ریل نیز برای ارتفاعات بالاتر وجود دارند که در مقایسه با مدل‌های تک ریل از نوسانات کمتری برخوردار است و سکوی کار وسیع تری دارد.

### بالابرهای عمودبر (Vertical Masts)
پلاتفرم‌هایی ایدئال جهت استفاده در مکان‌های با دسترسی سخت هستند. بالابرهای عمودبر به صورت مستقیم از ارتفاع ۶ تا ۱۰ متر صعود می‌نمایند. این بالابرها عمدتاً جهت کارهای تعمیر و نگهداری و استفاده در انبارها و فروشگاه‌ها مورد استفاده قرار می‌گیرند. این بالابرها قابل استفاده در محیط‌های داخلی و خارجی بوده و با استفاده از لاستیک‌های non-marking هیچگونه ردی از خود روی کف محیط کار باقی نمی‌گذارند.

### بالابرهای عنکبوتی(Spider Lifts)
بالابرهای عنکبوتی به صورت قابل توجه قابلیت کار در ارتفاع را افزایش می‌دهند. نیاز به فضای کم و ارتفاع دسترسی بالا این بالابرها را قادر می‌سازد تا از هر مانعی برای رسیدن به محل کار به راحتی عبور نمایند. عرض کم این نوع بالابر در هنگام بسته شده عبور از درب‌ها را ممکن ساخته و در مدل‌های دارای شنی پلاستیکی عبور از سطوح ناهموار خاکی، چمن و حتی بالاروی از پله امکان‌پذیر است. نیروی محرکه قدرتمند، قدرت مانور بالا و توزیع وزن مناسب را در این بالابرها تضمین می‌نماید. طراحی ویژه جک‌های جانبی اجازه استفاده از بالابر را تا شیب‌های ۴۰ درجه به این دستگاه‌ها می‌دهند.

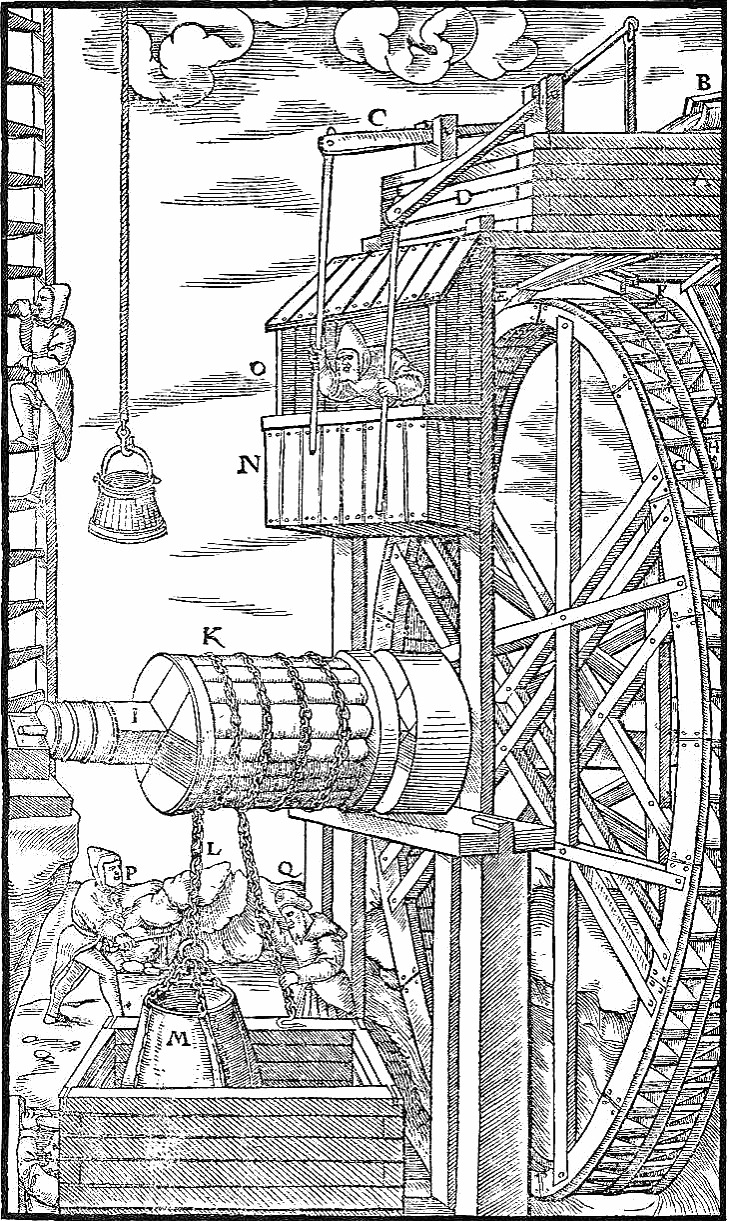

## مقایسه انواع بالابرهای ثابت هیدرولیک
مزایا و معایب انواع بالابرهای ثابت هیدرولیک

|                                         | مزایا | معایب |
| بالابر ثابت هیدرولیک جک مستقیم          | ایمنی مناسب، قابلیت طراحی برای ظرفیت‌ها و تناژهای بالا، تعمیر و نگهداری آسان | عمق چاهک زیاد و متناسب با کورس حرکت یا درصورت استفاده از جک‌های تلسکوپی معادل ۳/۱ کورس حرکت، لزوم استفاده از گایدریل در اطراف دستگاه، سرعت متوسط بالاروی، سطح میز با سایز متوسط |
| بالابرهای ثابت آکاردئونی                | ایمنی مناسب، عمق چاهک کم نسبت به سایر بالابرها به عنوان مثال برای کورس ۷ متر و ظرفیت ۵ تن امکان طراحی با عمق چاهک ۷۰ سانتیمتر وجود دارد، امکان استفاده بدون گایدریل (در بعضی از مواقع محل استفاده به شکلی است که باید بالابر کاملاً در چاهک جمع شود و از آن محل تردد خودرو انجام گیرد، این نوع مکانیزم امکان استفاده بدون گایدریل را نیز دارا است)، قابلیت طراحی برای ظرفیت‌ها و تناژهای بالا، امکان طراحی میز کاری گسترده (مثلاً انتقال خودرو) | سرعت بالاروی کم، وابستگی ارتفاع به طول میز |
| بالابرهای ثابت زنجیری و کابلی هیدرولیکی | سرعت بالاروی زیاد، ظرفیت متوسط، سایز میز متوسط، عمق چاهک بسیار کم | ایمنی کمتر نسبت به سایر بالابرها، لزوم استفاده از گایدریل در اطراف میز |

### قوانین هیدرولیک در بالابر هیدرولیک[چ]
نیرو:
طبق قانون نیوتن همواره رابطه‌ای بین جرم و نیرو وجوددارد.
فشار:
فشار از نتیجه حاصل تقسیم نیرو به سطح به دست می‌آید.
چگالی:
جرم واحد حجم یک ماده را چگالی می‌نامند.
ویسکوزیته:
میزان اصطلاک داخلی یا مقاوت سیال در مقابل جاری شدن را ویسکوزیته یا لزجت گویند. ویسکوزیته سیال بایستی متناسب با سیستم هیدرولیک انتخاب شود.
در آسانسور و بالابر هیدرولیکی روغن نقش سال را دارد که عملکرد خوب در یک آسانسور یا بالابر هیدرولیکی نیازمند استفاده از روغن مناسب است یکی از مهمترین ویژگی‌های یک روغن خوب غلظت است غلظت بالای روغن سبب اختلال در حرکت شیر و دریچه‌ها خراب شدن پمپ و موتور هیدرولیکی پس از مدتی شده غلظت پایین آن نیز به هنگام پایین آمدن بالابر یا آسانسور به دلیل اصطکاک پایین تبدیل انرژی گرمایی و تولید حرارت در روغن می‌شود بنابراین نیاز است که ویسکوزیته روغن بین ۹۰ تا ۱۰۰ سانتی استوک باشد.
تشدید فشار:
اگر دو پیستون مختلف السطوح که بهم متصل هستند داشته باشیم و پیستون‌ها را تحت نیروی مشخص به حرکت درآوریم، فشار سیال در پیستونی که دارای سطح مقطع کوچکتر است، افزایش میابد.
در تشدید فشار نسبت فشارها به نسبت عکس سطوح پیستون است. از خاصیت تشدید فشار در قسمت‌های مختلفی از یک مدار هیدرولیکی که نیاز به افزایش فشار موضعی است، استفاده می‌شود.

## توضیحات
1. ↑  Aerial Working Platforms
2. ↑  Towable Platforms
3. ↑  Truck Mounted Platforms
4. ↑  Self Propelled
5. ↑  Fixed Platforms
6. ↑  Man Lift
7. ↑  Aerial Working Platforms